# François Julien du Dresnay
Pour les articles homonymes, voir Dresnay.
François-Julien du Dresnay, dit le « chevalier des Roches », né le 28 janvier 1719 à Saint-Pol-de-Léon et mort le 12 août 1786 à Kerlaudy, est un officier de marine et administrateur colonial français du XVIIIe siècle. L'île Desroches a été nommée en son honneur.

## Biographie
Troisième fils de Joseph Marie du Dresnay, seigneur des Roches, capitaine de vaisseau, et de Marie Gabrielle Thérèse le Jar, dame de Clesmear. Son père meurt peu de temps après sa naissance. Il est issu de la famille du Dresnay, une maison noble du duché de Bretagne dont l'origine remonte au XVe siècle. Elle porte : d'argent à la croix ancrée de sable accompagnée de trois coquilles de gueules.
Il entre au service dans la Marine royale en 1734, à l'âge de quinze ans; promu enseigne de vaisseau en 1741 et aide-major en 1751. Il est fait chevalier de Saint-Louis en 1747 et participe en 1752 à la fondation de l'Académie de marine, et est désigné pour en être le sous-directeur en 1756. Nommé capitaine de vaisseau en 1757 et major de la Marine l'année suivante, il commande le vaisseau Le Dragon en 1761 dans l'escadre de Blénac.
Nommé gouverneur lieutenant-général et commandant pour le roi des Isles de France et de Bourbon (Mascareignes) en 1768, il séjourne sur l'Isle de France jusqu'en 1772. De retour en France, il est promu au rang chef d'escadre des armées navales en 1776. Il épouse, en 1780, Marie Émilie de Caumont Gauville, veuve de M. de Cadush. Il meurt, sans enfants, à Kerlaudy le 12 août 1786

### Sources et bibliographie
- Jullien de Courcelles, Histoire généalogique et héraldique des pairs de France…, vol. 10, 1829, p. 154 [lire en ligne]
- Denis Diderot, Quatre contes, p. 185, [lire en ligne]
- Dictionnaire de biographie mauricienne, p. 42-43
- Ministère de la marine et des colonies, Revue maritime et coloniale, vol. 73, 1882, p. 423